# Negeta sublineata
Negeta sublineata är en fjärilsart som beskrevs av Walker 1862. Negeta sublineata ingår i släktet Negeta och familjen trågspinnare. Inga underarter finns listade i Catalogue of Life.